# Medaglia d'oro di "vittima del terrorismo"
La medaglia d'oro di "vittima del terrorismo" è un'onorificenza istituita dalla Repubblica Italiana con l'articolo 34, commi 2/bis e seguenti, della legge n. 222 del 2007 per i cittadini italiani appartenenti o non appartenenti alle Forze dell'ordine, alla magistratura e ad altri organi dello Stato, colpiti dalla eversione armata per le loro idee e per il loro impegno morale.
In caso di decesso della vittima del terrorismo l'onorificenza è concessa alla memoria ed è conferita al coniuge superstite o, in mancanza, ai figli, ai genitori, ai parenti e agli affini entro il secondo grado.

## Concessione
L'onorificenza è concessa con decreto del Presidente della Repubblica, su proposta del Ministro dell'interno,  sentita l'apposita Commissione consultiva prevista dall'art. 11 del d.P.R. 510/1999.
La procedura per ottenere la concessione dell'onorificenza è stata definita con il decreto del 6 maggio 2008 del Ministero dell'Interno: le vittime del terrorismo o, in caso di decesso, i loro parenti e affini entro il secondo grado, devono presentare domanda al Ministero dell'Interno o alla Prefettura/Ufficio territoriale del Governo di residenza, anche per il tramite delle associazioni rappresentative delle vittime del terrorismo.
La domanda deve essere completata da una dichiarazione sottoscritta dall'interessato, con firma autenticata, attestante il possesso delle condizioni previste dalla legge, nonché di eventuali documenti giudicati necessari per una esatta valutazione del caso.
Le domande e i documenti occorrenti per ottenere l'onorificenza sono esenti da imposta di bollo e da qualunque altro diritto.
L'istruttoria delle domande è demandata alla Direzione Centrale per i diritti civili, la cittadinanza e le minoranze del Ministero dell'Interno, che provvede a richiedere alla Prefettura competente per territorio un dettagliato rapporto sulle circostanze dell'evento.
Per i casi verificatisi all'estero, gli elementi istruttori sono richiesti alla competente autorità consolare, mentre si prescinde da tali procedure ove si tratti di eventi che abbiano avuto ampia risonanza nella pubblica opinione;
completata l'istruttoria le istanze, corredate da tutti gli atti e da una relazione, vengono esaminate dalla Commissione consultiva per le vittime del terrorismo e della mafia
 per la formulazione del prescritto parere.
La Direzione provvede inoltre ad acquisire le medaglie d'oro e gli attestati attraverso il Poligrafico dello Stato.

## Insegne
La medaglia, in oro, ha il diametro di cm 3,5 e reca:
nel rectol'emblema della Repubblica contornato dalla dicitura «VITTIMA DEL TERRORISMO»,
nel versofra un serto di alloro e uno di quercia, il nome dell'insignito, il luogo e la data dell'evento terroristico.
La medaglia è appesa ad un nastro rosso, caricato al centro da una lista interzata in palo di verde, di bianco e di verde e bordato alle estremità da due liste affiancate, l'esterna di verde e l'altra di bianco.